# Giuseppe Viner
Giuseppe Viner (Seravezza, 18 aprile 1875 – Solaio, 5 ottobre 1925) è stato un disegnatore, pittore e fotografo italiano.

## Biografia
Nato a Seravezza nell'Alta Versilia (Provincia di Lucca) da genitori fiorentini (il padre Carlo lavorava nel commercio dei marmi per la ditta Henraux di Seravezza), frequentò  l'Istituto d'Arte di Pietrasanta (1890-1892) e quindi l'Istituto Statale d'Arte di Firenze (1893-1896). Nel 1897 si iscrisse alla scuola del Nudo dell'Accademia di belle arti di Firenze, dove ebbe come compagni di corso, tra gli altri, Ardengo Soffici, Giovanni Costetti, Armando Spadini, Llewelyn Lloyd, Giuseppe Graziosi e la pittrice senese Luisa Bufalini, che divenne sua moglie nel 1901. Durante il periodo fiorentino aiutò il suo maestro Giacomo Lolli nella decorazione di ville e palazzi secondo il gusto dell'epoca.
Nel 1897 vinse un premio all'esposizione della Promotrice Fiorentina, con il dipinto La poesia del tramonto, inviato al concorso su suggerimento di Telemaco Signorini; nel 1901 espose la sua tela Sinfonie crepuscolari alla IV Esposizione internazionale d'arte di Venezia e nel 1902, dopo essere entrato a far parte del gruppo Novissima che si rifaceva ai canoni dell'Art Nouveau, realizzò testata e copertina della rivista La nuova musica diretta da Edgardo Del Valle de Paz.
Nel 1906 il suo trittico Terra Madre (La fecondazione, Gestazione e Il frutto) fu esposto a Milano alla mostra per l'inaugurazione del Traforo del Sempione. A partire da quell'anno le tematiche dei suoi dipinti saranno incentrate sulle Alpi Apuane e sulla vita dei cavatori di marmo versiliesi. Pur iniziando a frequentare artisti e letterati locali, quali Lorenzo Viani, Plinio Nomellini, Enrico Pea e Ceccardo Roccatagliata Ceccardi, era solito vivere nell'isolamento.
Nel 1907 la sua opera L'oro delle Apuane fu accettata alla VII Esposizione internazionale d'arte di Venezia; il dipinto fu poi esposto con successo, nel 1910, alla Esposizione internazionale di Bruxelles.
Nel 1908, a Ripa di Seravezza, perse la moglie Luisa che aveva appena messo alla luce il figlio Carlo. Si risposò nel 1912 con la giornalista Elena Valori ed iniziò ad interessarsi alla fotografia, ritraendo soprattutto le Alpi Apuane e le opere d'arte della Versilia.
Nel 1922 il comune di Seravezza gli dedicò una mostra personale di una cinquantina di opere; quello stesso anno realizzò La sementa, acquistata dalla Galleria d'arte moderna di Firenze e dedicò un dipinto all'economista del Settecento Sallustio Bandini per il Monte dei Paschi di Siena.
Nel 1923 il figlio Carlo, nel frattempo diventato un promettente scultore, morì improvvisamente per un attacco di meningite. L'artista non riuscì a riprendersi dal lutto, tanto che nell'ottobre 1925 decise di togliersi la vita. Il corpo dell'artista fu portato a Seravezza, a braccia, dai suoi amici cavatori.

## Critica
La ricostruzione analitica della storia artistica di Viner appare ardua, sia per la dispersione delle opere che per la mancanza di interventi critici consistenti (se si eccettuano le sporadiche attestazioni di Ardengo Soffici e Ugo Ojetti). Se le opere giovanili, più realiste, risentono della lezione di Giovanni Fattori e Constantin Meunier, i lavori più maturi appaiono innestati sulla fondamentale base naturalistica, ad una pittura più larga, più immediata che spazia tra il divisionismo e il simbolismo..

## Galleria d'immagini

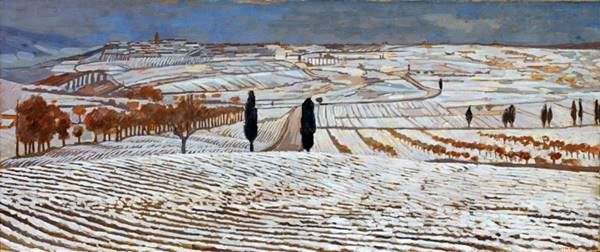
La gestazione (Pienza sotto la neve) (1905)
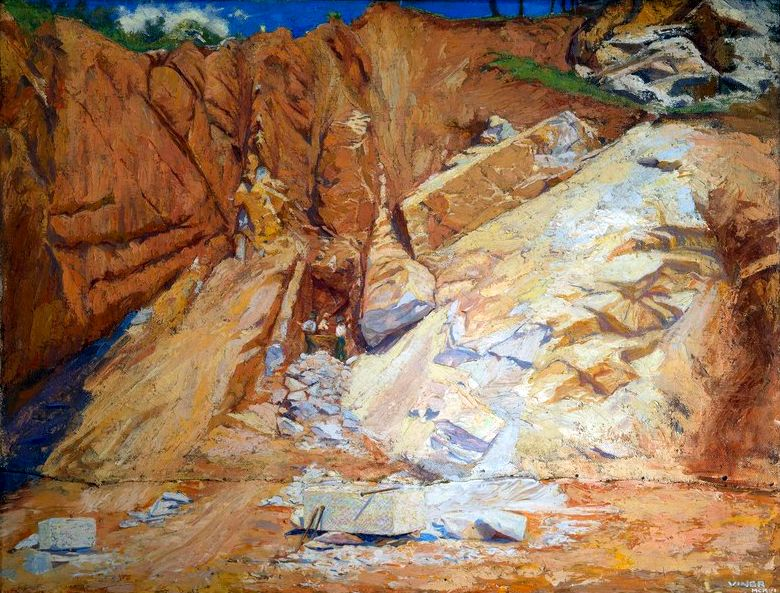
Cave di marmo, paesaggio roccioso (1906)
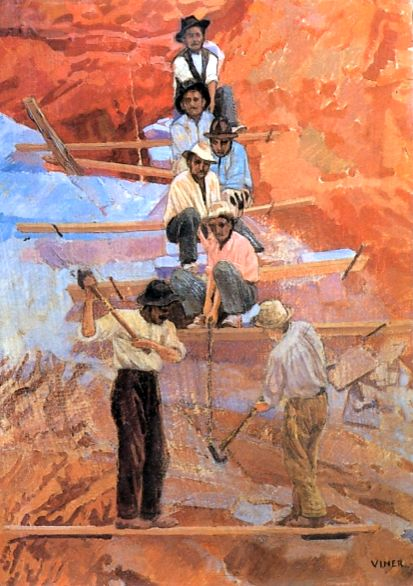
Cavatori di marmo (1907)